# Melvyn Richardson
Melvyn Richardson (Marsella, 31 de enero de 1997) es un jugador de balonmano francés que juega de lateral derecho en el Wisla Plock de la Liga Polaca. Es internacional con la selección de balonmano de Francia, con la que debutó el 17 de junio de 2017.
Es hijo del exbalonmanista francés Jackson Richardson.

## Palmarés

### Selección nacional
| Juegos Olímpicos   | Juegos Olímpicos             | Juegos Olímpicos  | Juegos Olímpicos |
| Año                | Lugar                        | Medalla           |                  |
| ------------------ | ---------------------------- | ----------------- | ---------------- |
| 2020               | Tokio                        | Medalla de oro    |                  |
| Campeonato Mundial |                              |                   |                  |
| Año                | Lugar                        | Medalla           |                  |
| 2019               | Alemania y Dinamarca         | Medalla de bronce |                  |
| 2023               | Polonia y Suecia             | Medalla de plata  |                  |
| 2025               | Croacia, Dinamarca y Noruega | Medalla de bronce |                  |
| Campeonato Europeo |                              |                   |                  |
| Año                | Lugar                        | Medalla           |                  |
| 2024               | Alemania                     | Medalla de oro    |                  |

### Montpellier
- Liga de Campeones de la EHF (1): 2018
- Supercopa de Francia (1): 2018

### FC Barcelona
- Supercopa de España de balonmano (1): 2022
- Liga Asobal (3): 2022, 2023, 2024
- Liga de Campeones de la EHF (2): 2022, 2024
- Copa Asobal (3): 2022, 2023, 2024
- Copa del Rey de balonmano (3): 2022, 2023, 2024
- Supercopa Ibérica (3): 2022, 2023, 2024

## Clubes
- Chambéry Savoie Handball (2015-2017)
- Montpellier HB (2017-2021)
- FC Barcelona (2021-2025)
- Orlen Wisła Płock (2025- )[3]